# Marco Sánchez
Marco Antonio Sánchez Yacuta (10 de mayo de 1972) es un exfutbolista mexicano. Jugó para muchos clubes entre los que se encuentran el Club América, Club Necaxa, Correcaminos de la UAT, Pachuca y los Indios de Ciudad Juárez.

## Trayectoria
Rápido lateral izquierdo surgido de las fuerzas básicas de las Águilas y que tuvo que jugar futbol rápido en alguna ocasión para no quedar inactivo. Tras varios años como titular con el equipo de Coapa, fue vendido al Pachuca donde se ha consolidado como un hombre importante desde que debutó fue en momentos en el que el cuadro de coapa salió una generación destacada de muchos jugadores entre ellos Raúl Lara, Ignacio Hierro, Isaac Terrazas y el mejor de todos Cuauhtémoc Blanco.
Debutó en Primera División en la derrota como visitante del América ante Monterrey (3-1), en juego de la Jornada 9 de la temporada 1992-93. Por falta de arreglo económico con las Águilas, permaneció inactivo en la temporada 1993-94. Jugó las ediciones 1998 y 2000 de la Copa Libertadores con América . Campeón de Liga en el torneo Invierno 2001 y Apertura 2003 con Pachuca. Campeón Copa de Clubes de la Concacaf 2002 con los Tuzos. Participó en un partido de la Copa Libertadores 2005 con el cuadro hidalguense. 

### Clubes
| Club                              | País                | Año         | Partidos | Goles | Media |
| --------------------------------- | ------------------- | ----------- | -------- | ----- | ----- |
| Club América                      | México              | 1992 - 2001 | 188      | 0     | 0     |
| Correcaminos de la U.A.T (Cedido) | México              | 1994 - 1995 | 2        | 0     | 0     |
| Puebla F.C (Cedido)               | México              | 1995 - 1996 | 23       | 3     | 0.13  |
| Pachuca C.F                       | México              | 2001 - 2004 | 86       | 1     | 0.01  |
| Pachuca Juniors                   | México              | 2005 - 2006 | 21       | 0     | 0     |
| C.F Indios                        | México              | 2005 - 2007 | 59       | 1     | 0.02  |
| Total en su carrera               | Total en su carrera | 1992 - 2007 | 379      | 5     | 0.01  |

## Palmarés

### Campeonatos nacionales
| Título                     | Club    | País   | Año  |
| -------------------------- | ------- | ------ | ---- |
| Primera División de México | Pachuca | México | 2001 |
| Primera División de México | Pachuca | México | 2003 |

### Copas internacionales
| Título                  | Equipo  | Sede      | Año  |
| ----------------------- | ------- | --------- | ---- |
| Copa Campeones CONCACAF | América | Santa Ana | 1992 |